# Pop ’til You Drop!
«Pop 'til You Drop!» — третий студийный альбом группы A*Teens, вышедший в 2002 году.

## Об альбоме
Изначально Pop 'til You Drop! предназначался исключительно для Северной Америки. Вторую половину лета 2002 года (c конца июля по начало сентября) A*Teens провели в США на гастролях в поддержку нового альбома. В 2000—2002 годах группа выступала в Америке каждое лето, и выход нового альбома там, а не в Европе стал кульминацией попыток добиться успеха на североамериканском рынке. Это был последний американский тур A*Teens и единственный, в котором они были хедлайнерами. Вместе с ними выступали американские группы Baha Men, LMNT, Jump5 и шведская Play.
«Pop 'til You Drop» достиг 45-й строчки в Billboard 200, что стало лучшим результатом A*Teens в этом чарте, однако продажи альбома оказались ниже, чем у «The ABBA Generation» и «Teen Spirit» — об этом можно судить по тому, что в отличие от них он так и не получил статус «золотого». В дальнейшем он был выпущен ещё в нескольких странах, а его европейская версия под названием «New Arrival» вышла в январе 2003 года.
Участники A*Teens выступили соавторами нескольких композиций для «Pop 'til You Drop». В записи кавер-версии композиции Элиса Купера «School’s Out» принял участие сам Купер. Сразу после записи этой композиции (январь 2002 года) в ряде источников сообщалось, что планируется снять на неё видеоклип и выпустить её в качестве сингла, однако по каким-то причинам ни то, ни другое не было осуществлено. Первым синглом с нового альбома стала кавер-версия другой известной песни — «Can’t Help Falling in Love» Элвиса Пресли. Она вошла в саундтрек мультфильма «Лило и Стич», премьера которого состоялась практически одновременно с релизом альбома.

## Список композиций[3]
1. Floorfiller — 3:13
2. Can’t Help Falling in Love — 3:04
3. Let Your Heart Do All The Talking — 3:24
4. Closer To Perfection — 3:11
5. Hi And Goodbye — 4:13
6. This Year — 2:52
7. Slam — 3:04
8. Cross My Heart — 3:35
9. Singled Out — 4:13
10. Oh, Oh…Yeah — 3:04
11. In The Blink Of An Eye — 3:30
12. School’s Out — 3:02

## Синглы
- Can’t Help Falling in Love (2002)
- Floorfiller (2002)